# Berezivka
Berezivka (em ucraniano:  Біля́ївка, em russo:  Беляевка) é uma cidade da Ucrânia, situada no Oblast de Odessa. Tem 34,46 km² de área e sua população em 2020 foi estimada em 9.581 habitantes.